# Warpsgrove
Warpsgrove är en by i civil parish Chalgrove, i distriktet South Oxfordshire, i grevskapet Oxfordshire, i England. Byn är belägen 10 km från Thame. Warpsgrove var en civil parish fram till 1932 när blev den en del av Chalgrove. Civil parish hade 16 invånare år 1931. Byn nämndes i Domedagsboken (Domesday Book) år 1086, och kallades då Werplesgrave.